# 麥基華
麥基華（英語：Angus MacGyver）是美國電視連續劇《玉面飛龍》的男主角，由李察·狄恩·安德森扮演。2016年電視劇版由盧卡斯·提爾飾演。
在劇中，麥基華是一名密探，最初為美國政府對外勤務部門（Department of External Services/DXS）工作，後轉往位於洛杉磯的鳳凰基金會（Phoenix Foundation）。他不喜歡槍械，身上帶的「武器」只有一把瑞士軍刀。他亦很有急智，時常能用普通日常生活用品逃出險境，相當具有代表性的一個例子是用扳手（monkey wrench）和迴紋針與鞋帶從兩個配有火箭筒的敵人處逃走。

## 生平
出生於1951年3月23日，在美國明尼蘇達州的Mission City長大。他的父親及外祖母在他10歲的時候因為一次意外車禍去世，而他的母親在他到阿富汗出差時，因中風死亡。
1973年從Western Tech（西方科技學院）畢業之後，就搬到加州。他遇到在DXS工作的老皮（Pete Thornton）之前常做一些奇怪的工作。老皮被他的足智多謀所深深影響，從此馬蓋先就到DXS為老皮工作。幾年後，他們深刻的友誼，促使馬蓋先在老皮被派命為主管時移到鳳凰基金會（Phoenix Foundation）工作，身份證明號碼是XC-4479。

## 性格
馬蓋先的朋友喜歡叫他「小馬（Mac）」。由於在小孩時代的一次槍走火的事故，從此不喜歡帶任何的槍，盡量避免任何的暴力。他對他的朋友相當的真誠，但他的敵人會發現他是一個難以應付、足智多謀的人。
馬蓋先因親人的逝去，擔心再有任何人因他而死，從而害怕過於親密的感情。雖然這令他失去相當多的友誼，但他仍然是一個標準的樂天派。

## 參註
1. ↑  雖然在「Every Time She Smiles（英语：Every Time She Smiles (MacGyver episode)）」中，他護照上的出生日期為1951年1月23日，但根據「Thin Ice（英语：Thin Ice (MacGyver episode)）」、「Passages（英语：Passages (MacGyver episode)）」、「Friends」、「Runners（英语：Runners (MacGyver episode)）」及「Phoenix Under Siege（英语：Phoenix Under Siege (MacGyver episode)）」推斷，他的出生日期應為1951年3月23日。另，他在「Every Time She Smiles」中正在進行祕密行動，用的護照未必是真的。
2. ↑  關於這點，請參見《百戰天龍》第4季第13集，約在第27分鐘時，馬蓋先自己談到他的外婆、父親、母親的死因。